# Індер
Інде́р (Індерське озеро, рос. Индэр) — досить велике дуже солоне, самосадне, безстічне озеро в північній частині Атирауської області Казахстану. Розташоване в північній частині Прикаспійської низовини, за 10 км на схід від річки Урал, за 5 км від південного кордону Західноказахстанської області, за 150 км на північ від Каспійського моря.
Північні та північно-східні береги озера мальовничо обмежовують Індерські гори. Площа водного дзеркала становить приблизно 110 км². Форма округла, трохи витягнута з північного заходу на південний схід. Діаметр озера коливається від 10 до 13,5 км.
Річки в озеро не впадають, живлення в основному підземне: соляні джерела, яких багато біля берегів. Живиться також талими та дощовими водами навесні.
Вода озера містить солі високої якості — калій, бром та бор. Ведеться їхній видобуток. Товщина соляного шару в окремих місцях сягає 10-15 м. Ще в XIX столітті російські геологи зацікавились вивченням озера та його басейну. Найближчий населений пункт — смт Індерборський — розташований за 10 км на північний захід.
В басейні озера ще в XIX столітті російськими дослідниками вперше було знайдено рослину еремурус індерський (індерська цибуля), яка, хоч так і називається, біля озера не зростає.
| Казахстан | Це незавершена стаття з географії Казахстану. Ви можете допомогти проєкту, виправивши або дописавши її. |